# فرد ووترمان
فرد ووترمان (بالإنجليزية: Fred Waterman)‏ هو لاعب كرة قاعدة أمريكي، ولد في ديسمبر 1845، وتوفي في 16 ديسمبر 1899 في سينسيناتي في الولايات المتحدة.

## وصلات خارجية
- فرد ووترمان على موقع دوري كرة القاعدة الرئيسي (الإنجليزية)
- فرد ووترمان على موقعبيزبول رفرنس.كوم (الدوري الرئيسي) (الإنجليزية)
- فرد ووترمان على موقع جمعية أبحاث البيسبول الأمريكية (الإنجليزية)
- فرد ووترمان على موقع إي إس بي إن.كوم (أم.أل.بي) (الإنجليزية)